# Heinrich Rathmann

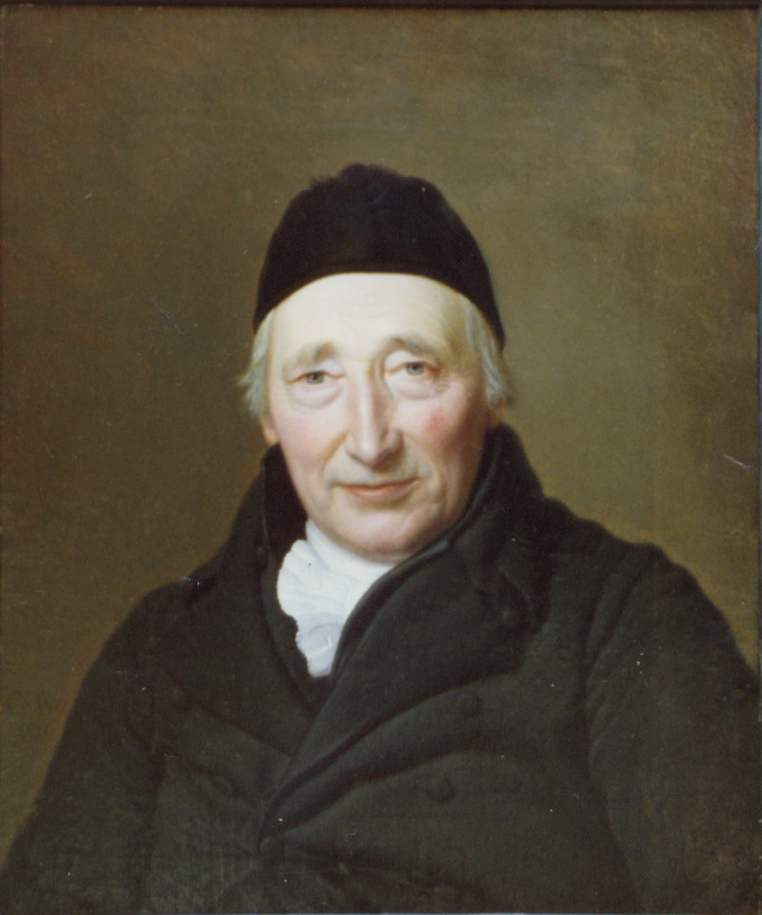
Heinrich Rathmann (1819)

Heinrich Rathmann (* 10. Januar 1750 in Neuengamme; † 14. März 1821 in Pechau) war Pädagoge, Historiker und evangelischer Pfarrer.

## Leben
Rathmann wurde als Sohn eines Bauern geboren. Sein Vater verstarb früh. Nach dem Besuch der Bürgerschule in Bergedorf studierte er evangelische Theologie an der Universität in Halle (Saale). Nebenbei gab er zur Finanzierung seines Studiums bereits Unterricht unter anderem im Waisenhaus der Franckeschen Stiftungen.
1771 wurde er Lehrer am Königlichen Pädagogium Halle. 1774 ging er als Rektor und Diakon nach Neuhaldensleben.
Rathmann trat von dort in Kontakt mit der von Johann Wilhelm Ludwig Gleim begründeten Mittwochsgesellschaft, einem Kreis literarisch interessierter Personen in Magdeburg. Rathmann pflegte hier Kontakt mit Johann Heinrich Rolle, Friedrich von Koepcken, Johann Bernhard Basedow, Johann Samuel Patzke, Friedrich Gabriel Resewitz, Gottfried Benedict Funk und Gotthilf Sebastian Rötger.
1777 übernahm er die Funktion eines Predigers und Lehrers im Kloster Berge. Aufgrund eines Zerwürfnisses mit dem hier amtierenden Abt Friedrich Gabriel Resewitz im Zuge einer Untersuchung der Verwaltungstätigkeit des Abts 1790/1791 verließ er 1793 diese Stelle und wurde Lehrer und Pfarrer in Pechau und Calenberge. Diese Stelle behielt er bis zu seinem Tod 1821.
1798 wurde er Superintendent, 1806 Königlicher Inspektor und 1816 Konsistorialrat.

## Werke
Zwischen 1800 und 1816 erschien sein bedeutendstes Werk Geschichte der Stadt Magdeburg (4 Bände; Bd. 4 in zwei Teilbänden, verlegt von Johann Adam Creutz). Darüber hinaus publizierte Rathmann zahlreiche stadtgeschichtliche Beiträge in Zeitschriften.
Pädagogisch trat Rathmann für die Ziele des Pädagogen Basedow ein, engagierte sich für eine verbesserte Bildung der Bauern und wandte sich gegen die Leibeigenschaft.

## Ehrung
Die Stadt Magdeburg benannte ihm zu Ehren eine Straße (Rathmannstraße).